# Nufăr galben
Nufărul galben (latină Nuphar lutea) este o plantă acvatică din familia Nymphaeaceae.

## Descriere

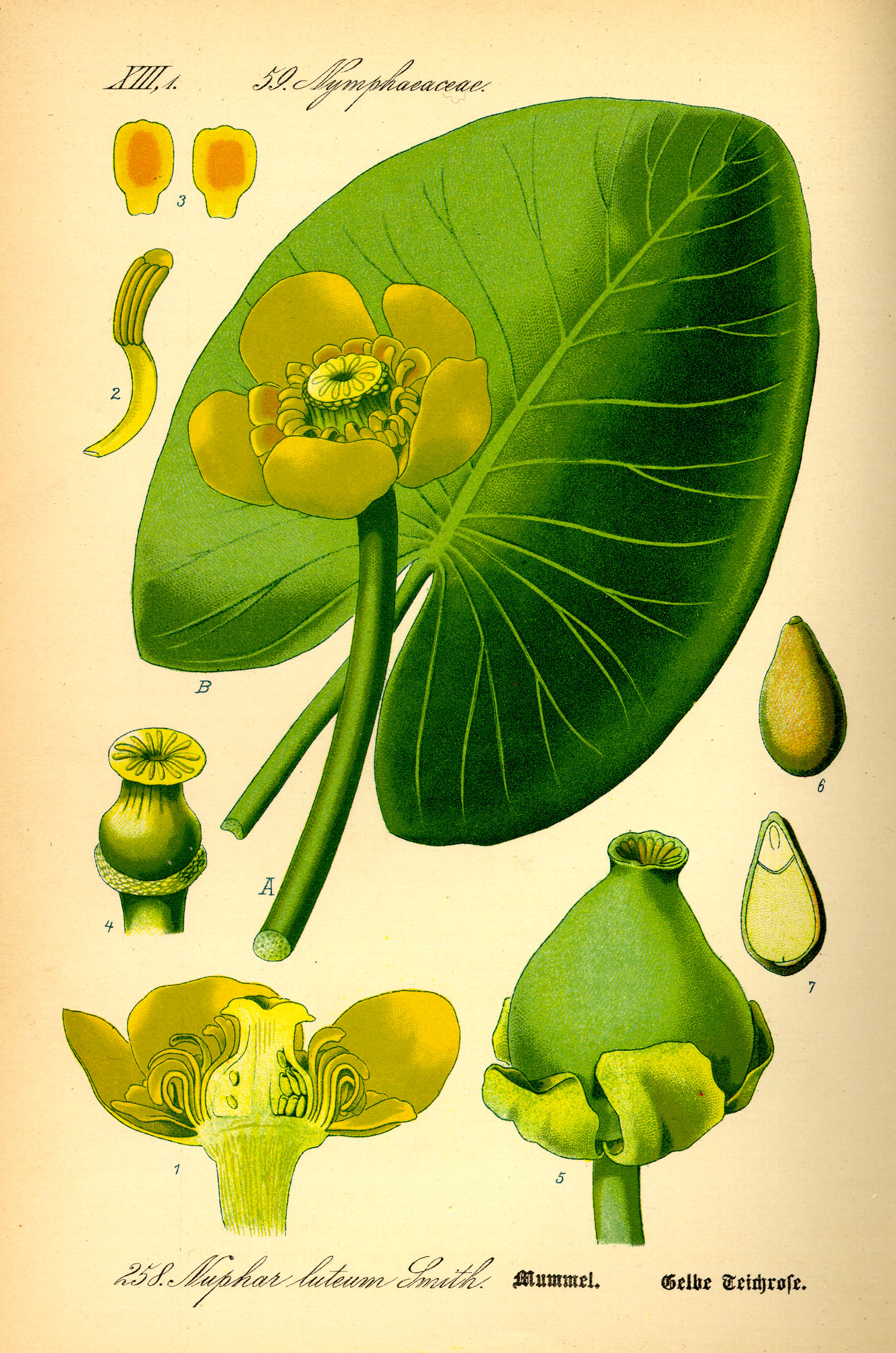
Morfologia

Este plantă acvatică cu rizom gros, fixat, din care cresc frunze foarte lung pețiolate, cu limb ovat, cordat și plutitor. Florile sunt galbene, cu 5 sepale mari, verzui și numeroase petale (cca. 10-20). Nufărul galben înflorește în lunile iunie - august.

## Răspândire
Nufărul galben crește în apele stătătoare și lin curgătoare.

## Utilizare
Produsul vegetal folosit în medicină se numește Rhizoma Nupharis luteae și are un gust amar-astringent și aspect mucilaginos. Este folosit ca emolient în tratarea bolilor de plămâni.